# كلايف فورد
كلايف فورد (بالإنجليزية: Clive Ford)‏ (10 أبريل 1945 - ) هو لاعب كرة قدم بريطاني في مركز الهجوم. لعب مع نادي والسول ووولفرهامبتون واندررز ولينكولن سيتي أف سي ونادي كامبريدج ستي ولوس أنجلوس وولفز.

## وصلات خارجية
- كلايف فورد على موقع قاعدة بيانات كرة القدم.إي يو (الإنجليزية)